# Rubanier flottant
Sparganium fluctuans
Espèce
Classification APG III (2009)
Statut de conservation UICN

 LC  : Préoccupation mineure
Le Rubanier flottant (Sparganium fluctuans) est une espèce de plantes herbacées récemment déplacée dans la famille des Typhaceae (et anciennement classée dans celle des Sparganiaceae).